# Уэст, Саймон
Саймон Уэст (англ.  Simon West; род. в 1961 году, Летчуэрт, Хартфордшир, Великобритания) — британский кинорежиссёр, сценарист и продюсер. В основном он работал в жанре боевиков, в первую очередь в качестве режиссера фильмов «Воздушная тюрьма», «Лара Крофт: Расхитительница гробниц», «Механик» и «Неудержимые 2».

## Биография
Свою кинематографическую карьеру Саймон Уэст начал в 1981 году с поста редактора лондонского представительства телеканала BBC. За четырёхлетний период работы он участвовал в работе над многими проектами, отмеченными призами, в том числе документальный сериал Strangeways Prison и драматический сериал «Холодный дом». Оба произведения получили награды престижной Британской академии кино и телевизионных искусств.
Его карьерный рост начался в 1985 году, когда он начал заниматься фрилансом как режиссёр и получил уведомление от Совета Искусств Великобритании, в котором был утверждён на роль сценариста и режиссёра фильма Dolly Mixtures. В дальнейшем Саймон Уэст заключил контракт с филиалом Mercury Records, лондонским лейблом Limelight Records, и стал режиссёром нескольких видеоклипов и рекламных роликов.
В 1987 году Уэст стал победителем номинации «Лучшее Видео» на Музыкальном Фестивале в Монтрe как создатель видеоклипа на сингл Respectable популярного музыкального дуэта Mel and Kim. В этом же году Саймон режиссирует видеоклип Never Gonna Give You Up музыканта Рика Эстли.
Получив признание как успешный коммерческий режиссёр, Уэст в 1991 году переехал в Лос-Анджелес в офис Limelight. В 1992 году он начал снимать экспериментальное кино. Помимо этого, работа Уэста над рекламой Airplane для сети ресторанов-пиццерий Little Caesars была удостоена приза Clio Awards «За творческие достижения в рекламе и дизайнерском деле». Видео Italian Feast для того же Little Caesars завоевало награду «Золотой лев».
В 1993 году Уэст попал на киностудию Propaganda Films, где принял участие в работе над рекламой компаний с такими известными брендами, как McDonald’s, Sprite, AT&T, Miller, Ford и Budweiser. Самым известным коммерческим рекламным роликом стала одна из версий рекламы для «Пепси», в которой маленький мальчик всасывает самого себя в бутылку «Пепси». Этот забавный ролик транслировался во время игры «Супербоул» за звание чемпиона Национальной футбольной лиги США и стал самым лучшим коммерческим видео года в рейтинге национальной американской газеты USA Today.
С 1997 создает фильмы-блокбастеры. Одними из самых известных являются «Воздушная тюрьма», «Лара Крофт: Расхитительница гробниц».

## Фильмография
| Год       |     | Русское название                    | Оригинальное название                  | Роль                              |
| --------- | --- | ----------------------------------- | -------------------------------------- | --------------------------------- |
| 1997      | ф   | Воздушная тюрьма                    | Con Air                                | режиссёр                          |
| 1999      | ф   | Генеральская дочь                   | The General's Daughter                 | режиссёр                          |
| 2001      | ф   | Лара Крофт: Расхитительница гробниц | Lara Croft: Tomb Raider                | режиссёр, сценарист               |
| 2001      | ф   | Чёрный ястреб                       | Black Hawk Down                        | исполнительный продюсер           |
| 2003—2004 | с   | Кин Эдди                            | Keen Eddie                             | режиссёр, исполнительный продюсер |
| 2004      | с   | Гарри Грин и Юджин                  | Harry Green and Eugene                 | исполнительный продюсер           |
| 2005      | с   | Рядом с домом                       | Close to Home                          | режиссёр, исполнительный продюсер |
| 2006      | тф  | Под давлением                       | Under Pressure                         | режиссёр, исполнительный продюсер |
| 2006      | ф   | Когда звонит незнакомец             | When a Stranger Calls                  | режиссёр                          |
| 2006      | тф  | Расколотое решение                  | Split Decision                         | режиссёр                          |
| 2007      | тф  | Тот самый человек                   | The Man                                | режиссёр, исполнительный продюсер |
| 2008      | ф   | Багровая гора                       | Purple Mountain                        | продюсер                          |
| 2009      | тф  | Революция                           | Revolution                             | исполнительный продюсер           |
| 2010      | с   | Живая мишень                        | Human Target                           | режиссёр, исполнительный продюсер |
| 2011      | с   | Плащ                                | The Cape                               | режиссёр, исполнительный продюсер |
| 2011      | ф   | Механик                             | The Mechanic                           | режиссёр                          |
| 2012      | ф   | Неудержимые 2                       | The Expendables 2                      | режиссёр                          |
| 2012      | ф   | Медальон                            | Stolen                                 | режиссёр                          |
| 2015      | ф   | Шальная карта                       | Wild Card                              | режиссёр                          |
| 2015      | кор | Малыш Билли                         | Billy the Kid                          | исполнительный продюсер           |
| 2015      | мф  | Ночь живых мертвецов: Начало        | Night of the Living Dead: Darkest Dawn | продюсер                          |
| 2017      | ф   | Стрэттон: Первое задание            | Stratton                               | режиссёр                          |
| 2017      | тф  | Святой                              | The Saint                              | исполнительный продюсер           |
| 2017      | ф   | Отпетый мачо                        | Gun Shy                                | режиссёр, продюсер                |
| 2019      | ф   | Небесный огонь                      | Skyfire                                | режиссёр                          |
| 2024      | ф   | Киллер в отставке                   | Old Guy                                | режиссёр                          |
| 2025      | ф   | Охотники за легендой                | The Legend Hunters                     | режиссёр                          |
| 2025      | ф   | Шпионская свадьба                   | Bride Hard                             | режиссёр                          |